# Feliks IV
Feliks IV  (III) (ur. w prowincji Samnio, łac. Samnium, zm. 22 września 530 w Rzymie) – święty Kościoła katolickiego, 54. papież w okresie od 12 lipca 526 do 22 września 530.

## Życiorys
Urodził się jako Samnita i był członkiem delegacji Hormizdasa do Konstantynopola
Wybór kardynała Feliksa, pochodzącego z okolic Benewentu, dokonał się po niemal dwumiesięcznym wakacie pod naciskiem króla Ostrogotów Teodoryka Wielkiego. Teodoryk zmarł półtora miesiąca po wyborze Feliksa, jednak papież nadal utrzymywał dobre stosunki z regentką-wdową Amalasuntą oraz z następcą Teodoryka, Atalarykiem, czego dowodzić może edykt mówiący, że wszystkie kryminalne sprawy duchowieństwa rozstrzyga papież. Feliks popierał biskupa Cezarego z Arles w walce z semipelagianizmem w Galii, a także wyrażał żal z powodu powrotu duchownych do stanu świeckiego.
W okresie tego pontyfikatu powstał słynny klasztor benedyktynów na Monte Cassino.
Chcąc uniknąć wpływów świeckich na elekcje papieskie Feliks IV wyznaczył na swojego następcę Bonifacego. Decyzja papieża wywołała niezadowolenie cesarza Bizancjum Justyniana I i podwójny wybór papieża, ale schizma trwała krótko; rywal Bonifacego Dioskuros zmarł zaledwie trzy tygodnie po elekcji.
Wspomnienie liturgiczne obchodzone jest 22 września.